# Mariana Gajá
Mariana Gajá (Ciudad de México, 3 de abril de 1976) es una actriz mexicana.

## Carrera
Gajá inició su carrera en los medios con una aparición infantil en el seriado Vanessa, en 1982. Tres años después interpretó el papel de Anita en la telenovela Esperándote y participó en algunos cortometrajes en la década de 1990. A finales de la década empezó a registrar apariciones constantes en el teatro nacional y en los años 2000 participó en largometrajes como Sin destino, Un secreto de Esperanza, En las arenas negras, Alta infidelidad y Sin ton ni Sonia, y en series de televisión como Sin permiso de tus padres, Enamórate, Vivir por ti, Capadocia y Noche eterna.
En la década de 2010 se le pudo ver en producciones de cine y televisión como Soy tu fan, Sr. Ávila, El Chapo, La negociadora, No quiero dormir sola y Cuernavaca. En 2019 protagonizó el largometraje de suspenso Expira, dirigido por Leopoldo Laborde.

## Filmografía

### Cine
- 2020 - Expira
- 2017 - Cuernavaca
- 2017 - Como te ves, me vi
- 2012 - No quiero dormir sola
- 2012 - Abracadabra (corto)
- 2010 - A través del silencio
- 2009 - Pentimento (corto)
- 2009 - Bala mordida
- 2008 - Más bonita que tú (corto)
- 2006 - Alta infidelidad
- 2003 - Sin ton ni Sonia
- 2003 - En las arenas negras
- 2002 - Salim chilim tecohidimm (corto)
- 2002 - Un secreto de Esperanza
- 1999 - Sin destino
- 1999 - Vivir también mañana (corto)
- 1998 - El regreso del Santo (corto)
- 1997 - Bebiendo de la copa del diablo (corto)

### Televisión
- 2024 - Los Reyes de Oriente
- 2023 - Viaje al centro de la Tierra
- 2021 - La negociadora
- 2020 - Laif
- 2020 - Aquí en la tierra
- 2020 - El candidato
- 2017 - El Chapo
- 2016 - Dios Inc.
- 2013 - Sr. Ávila
- 2010 - Soy tu fan
- 2010 - Capadocia
- 2008 - Noche eterna
- 2008 - Vivir por ti
- 2004 - Gitanas
- 2003 - Estrellas de novela - Jurado[5]
- 2003 - Mirada de mujer, el regreso
- 2003 - Enamórate
- 2002 - Sin permiso de tus padres
- 1985 - Esperándote
- 1982 - Vanessa

### Videos musicales
- 2008 - La muy muy[6]